# Kanheri
Les Coves de Kanheri són unes restes budistes naturals situades a la rodalia de Mumbai (Bombai) al suburbi de Borivli, a l'oest, dins la gran selva que forma el Parc Nacional Sanjay Gandhi a uns 6 km de la seva entrada i a 7 de Borivali. És una atracció turística que s'obre a les 7,30. El nom deriva del sànscrit Krishnagiri que vol dir "Turo de Kishna". Les pedres eren roques basàltiques.

## Descripció

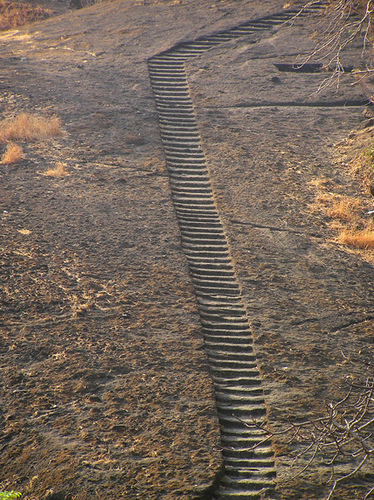
Kanheri

Daten entre el segle I i el segle ix. Les més antigues són 109 petites cel·les al costat d'un turó. La seva decoració és espartana sense cap element afegit; hi ha uns llits de pedre a cada cova. Uns pilars marquen el lloc de l'estupa o capella budista; més amunt del turó hi ha les restes de l'antic sistema d'aigua. Quan les coves van esdevenir monestir permanents van començar a ser excavades a la roca amb complicats relleus de Buda i Bodhisattva a les parets. Kanheri va esdevenir un important establiment budista a la costa del Konkan al segle iii.

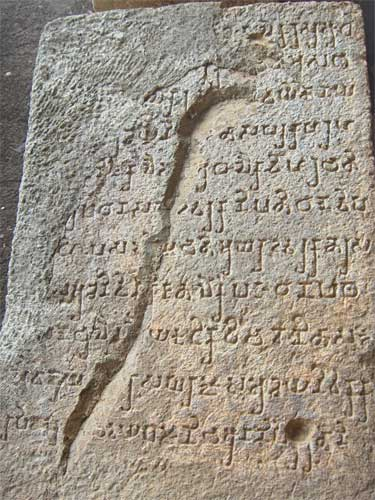
escriptura Brāhmī a Kanheri

Moltes de les coves són vihares budistes, llocs pensat per viure, estudiar i meditar. Les més grans són chaityes o sales de resar plegats amb nombroses escultures, relleus i pilars, amb estupes tallades a la roca també per a pregàries. La figura principal és l'Avalokiteshwara i hi ha un centenar d'inscripcions bramins, devanagiri, i pahlavis. El gran nombre de vihares prova una bona organització dels monjos budistes. L'establiment estava connectat amb centres comercials com els ports de Sopara, Kalyan, Nasik, Paithan i Ujjain. Kanheri fou centre universitari en temps dels mauryes i de l'imperi kushan.

## Galeria

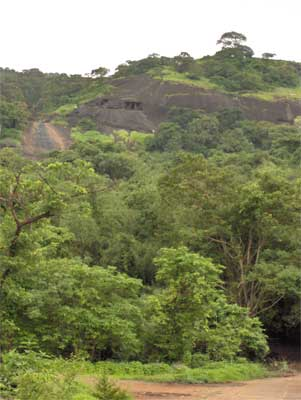
Coves al turó
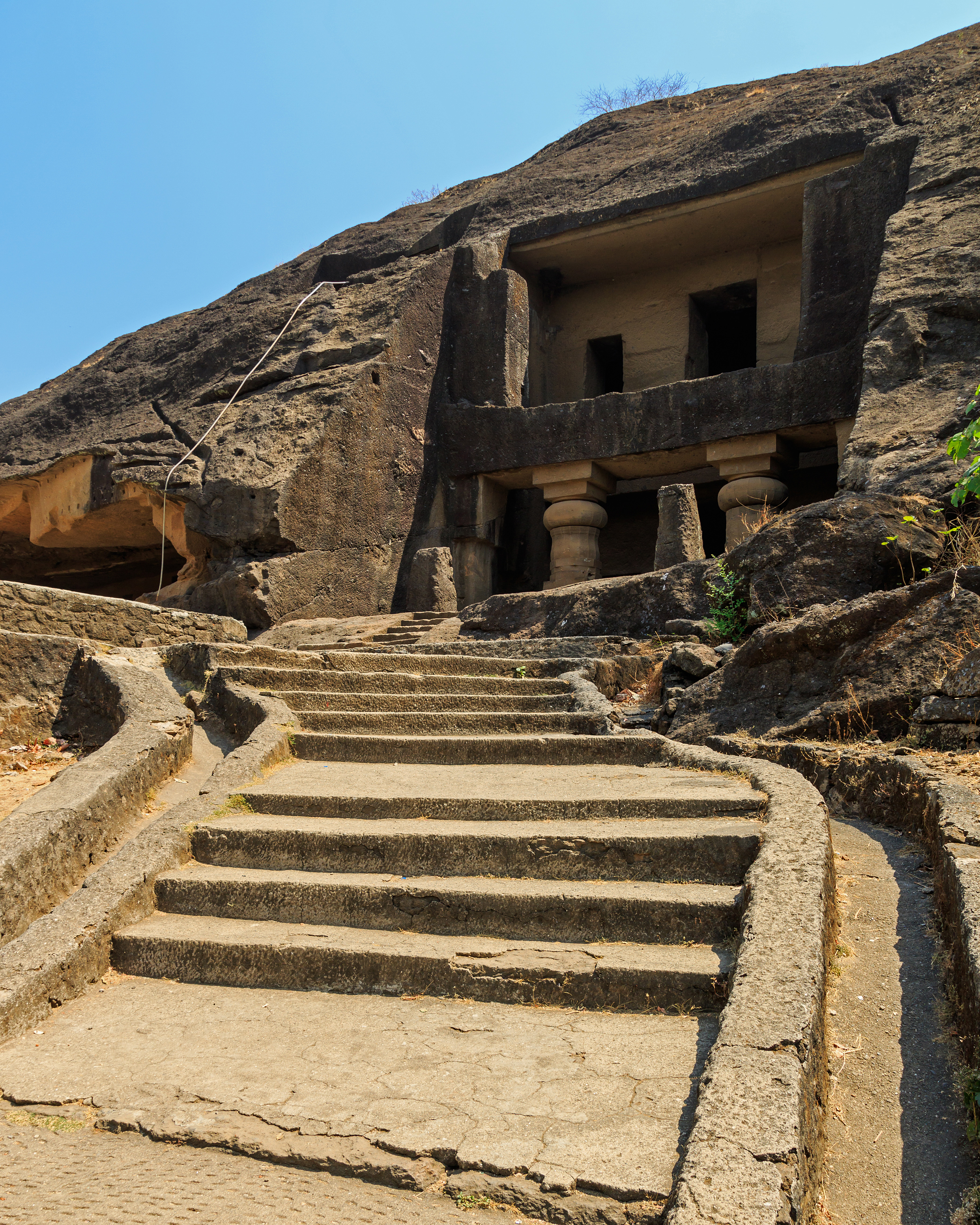
Cove 1
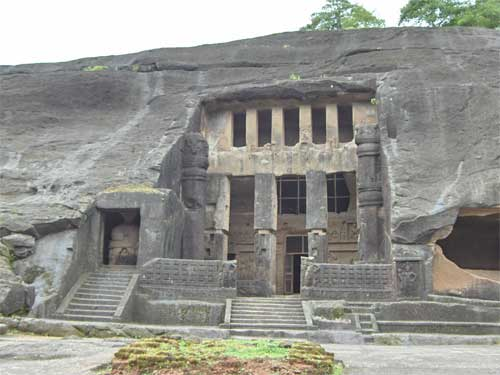
Cova 3
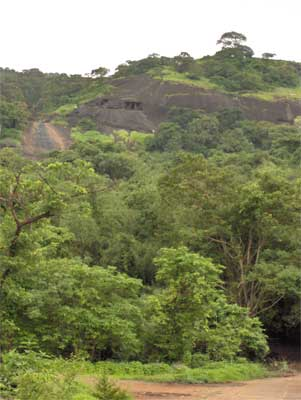
Coves al turó
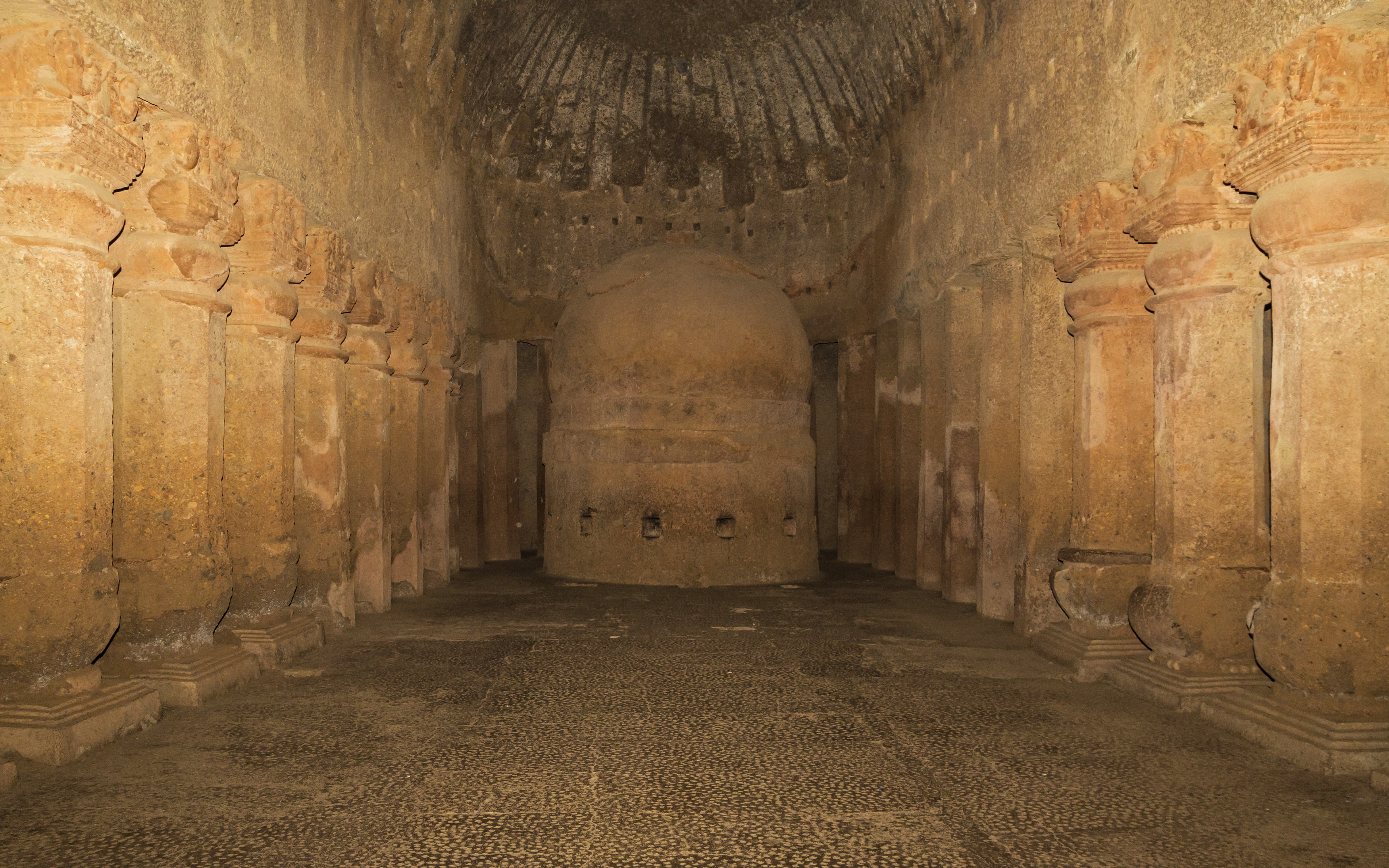
Vihara, sala de pregària
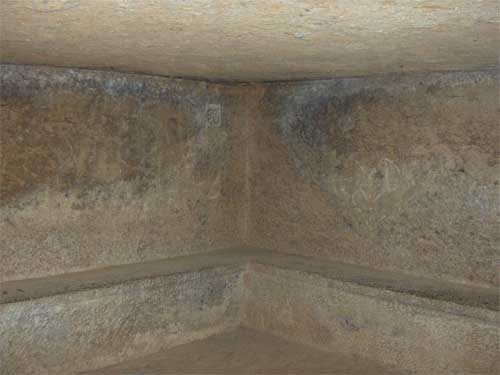
llits
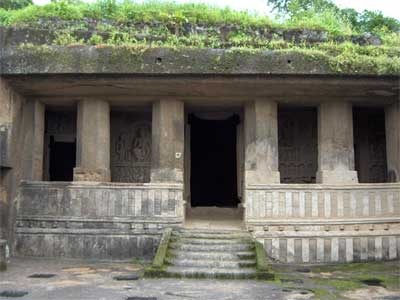
Vihara